# Werner Herzog
(Werner Herzog)
Werner Herzog (Monaco di Baviera, 5 settembre 1942) è un regista, sceneggiatore, produttore cinematografico, scrittore, attore e documentarista tedesco.
Considerato tra i più importanti esponenti del cosiddetto nuovo cinema tedesco, nonché uno dei massimi cineasti viventi, nel corso della sua lunga carriera ha prodotto, scritto e diretto più di 50 pellicole, oltre ad avere pubblicato libri e diretto opere liriche. I suoi film, spesso a metà strada tra finzione e documentario, a volte segnati da travagliate odissee produttive, hanno coniato uno stile tanto inconfondibile quanto inclassificabile.

## Biografia

### Gioventù

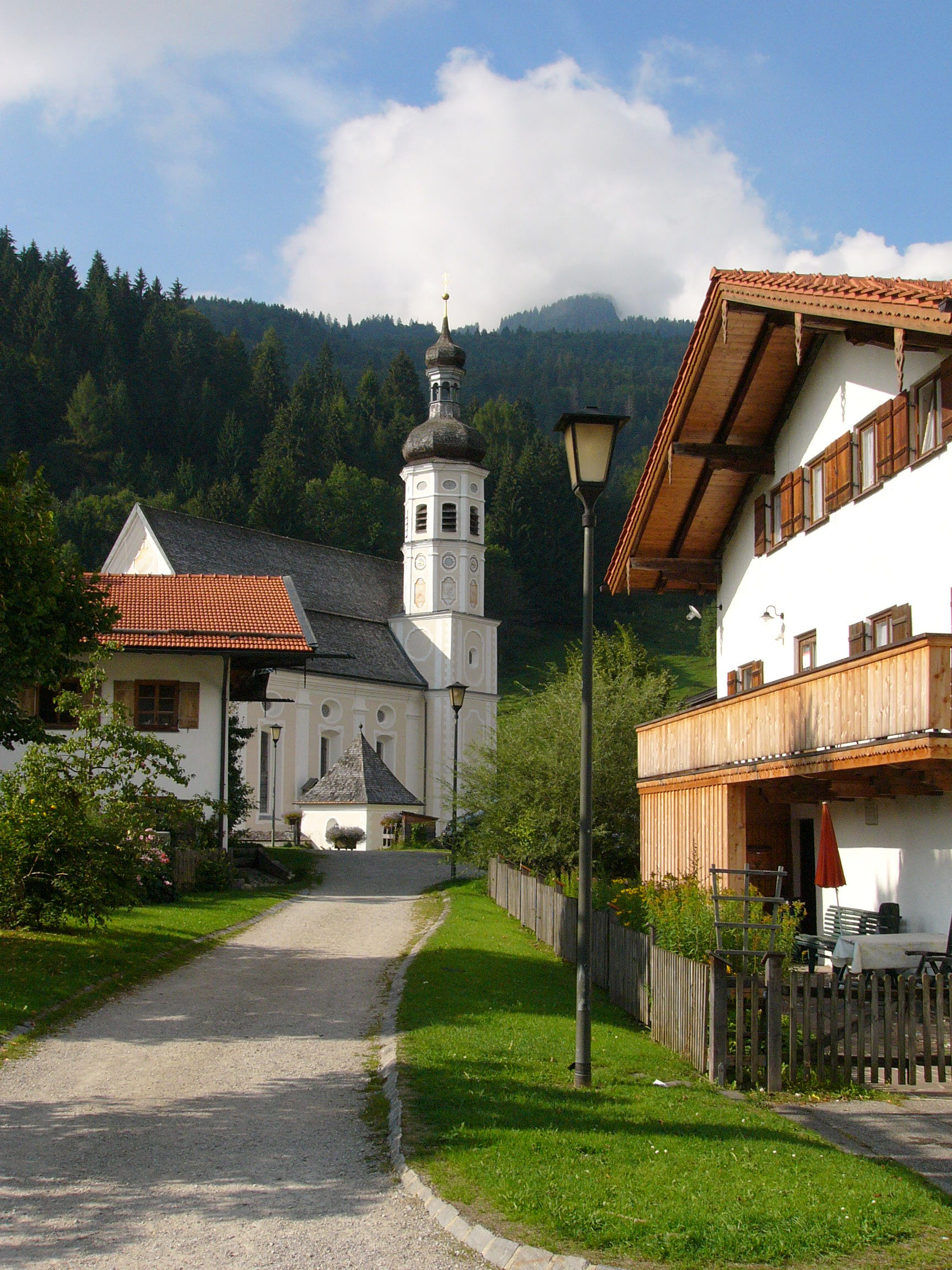
Il villaggio bavarese di Sachrang, dove Herzog ha passato l'infanzia, come appare oggi

Figlio del tedesco Dietrich Herzog e dell'austriaca Elizabeth Stipetić (di ascendenze croate), entrambi biologi, fu registrato allo stato civile con i cognomi di entrambi i genitori. Il padre abbandonò lui e la madre dopo essere stato fatto prigioniero durante la seconda guerra mondiale. A seguito dei bombardamenti la sua famiglia si trasferì a Sachrang, un villaggio montano della Baviera (parte del comune di Aschau im Chiemgau) vicino al confine con l'Austria, dove crebbe a contatto con la natura.
Vide il suo primo film, un documentario sugli eschimesi, all'età di 11 anni alla scuola del villaggio, non vide un'automobile fino all'età di 12 anni, e fece la prima telefonata all'età di 17 anni. All'età di 12 anni Herzog e la sua famiglia (la madre e i due fratelli) tornarono a Monaco per fare continuare gli studi al ragazzo. Qui, per un certo periodo, vissero in una pensione in Elisabethstraße con l'eccentrico attore Klaus Kinski il quale, con il suo comportamento folle, fece una grande impressione sul giovane Herzog che, al riguardo ricorda che «Ho saputo in quel momento che sarei diventato un regista, e che avrei diretto Kinski»; Kinski fu protagonista di cinque film di Herzog, e del documentario Kinski, il mio nemico più caro.
In quel periodo a Herzog fu detto di cantare davanti alla sua classe a scuola ed egli si rifiutò fermamente e fu quasi espulso per questo e da allora fino ai 18 anni di età non ascoltò più musica, non cantò e non studiò alcuno strumento; ha detto in seguito che darebbe volentieri dieci anni di vita per sapere suonare uno strumento. In quegli anni si avvicinò molto alla religione, fino a convertirsi al cattolicesimo all'età di quattordici anni. Questo causò discussioni con i parenti, che erano atei. Sempre in questo periodo intraprese i suoi primi lunghi viaggi a piedi, passione che durerà per tutta la vita tanto che quando aveva 15 anni andò a piedi da Monaco all'Albania. Nella "dichiarazione del Minnesota" afferma che "Il turismo è peccato e viaggiare a piedi virtù".

### Gli inizi nel cinema

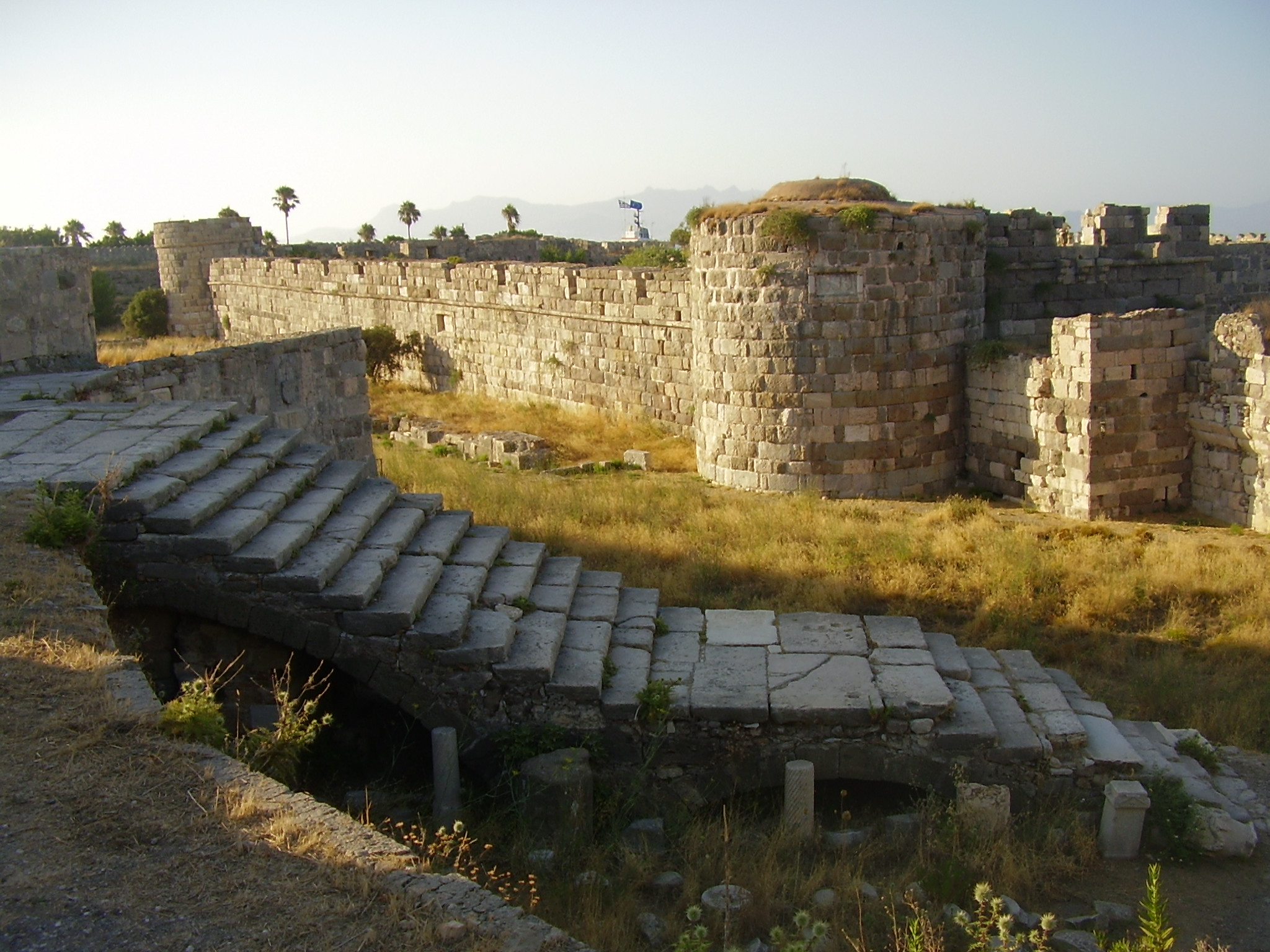
Il castello di Neratzia, ambientazione del primo lungometraggio di Herzog, Segni di vita

A 14 anni fu ispirato dalla lettura della voce sulla regia cinematografica di un'enciclopedia, che gli diede (secondo lui) tutto ciò che gli serviva per incominciare come regista - a parte la cinepresa da 35 millimetri che rubò alla scuola di cinema di Monaco. Durante gli ultimi anni di scuola superiore fece alcuni lavori notturni come saldatore e custode di parcheggi per finanziare i suoi primi film e, con i soldi guadagnati, realizzò nel 1962 il suo primo cortometraggio, Ercole.
Nel 1963 fondò a Monaco una sua casa di produzione, la Werner Herzog Filmproduktion, che per molti anni condusse da solo dal suo appartamento con un telefono e una macchina da scrivere. Intanto continuò gli studi in storia, letteratura e teatro presso l'Università di Monaco. Nel 1964 vinse il premio Carl Mayer per la sceneggiatura per un film che realizzerà nel 1967, Segni di vita, e con i diecimila marchi del premio girò il suo secondo cortometraggio, La difesa esemplare della fortezza di Deutschkreutz. Si guadagnò poi una borsa di studio per la Duquesne University di Pittsburgh, in Pennsylvania, ma la abbandonò dopo pochi giorni. Del periodo successivo racconta di essere stato coinvolto nel progetto di un film per la NASA (al quale poi non poté partecipare), e di avere vissuto tra i senzatetto di New York, dormendo in una macchina, per poi dirigersi verso il Messico, dove imparò lo spagnolo e si guadagnò da vivere trasportando illegalmente merci attraverso il confine con gli USA.
Nel 1967, tornato in Germania, riuscì a realizzare il suo primo lungometraggio, Segni di vita, grazie al sostegno economico del German Film Institute. Il film, girato sull'isola di Kos, in Grecia, uscì l'anno successivo, vinse l'orso d'argento al Festival di Berlino e venne premiato anche nei Deutscher Filmpreis. Nel 1967, inoltre, Herzog si sposò con Martje Grohmann. Verso la fine del 1968 Herzog partì per l'Africa con una troupe e vi passò quasi tutto il 1969. Nonostante varie vicissitudini (tra cui malaria, tempeste di sabbia e arresti) raccolse materiale per tre film: il documentario per la TV I medici volanti dell'Africa orientale, il "documentario surreale" Fata Morgana, e il film sui nani Anche i nani hanno cominciato da piccoli.

### Anni settanta
Dopo l'uscita dei tre film africani, nel 1971 realizzò due documentari: Paese del silenzio e dell'oscurità, riguardo alla vita dei sordociechi, considerato da lui stesso uno dei suoi film più importanti, e Futuro impedito, prodotto per la televisione e incentrato su bambini affetti da handicap. Alla fine dello stesso anno si recò in Perù per realizzare un film sulla ricerca dell'El Dorado con Klaus Kinski come protagonista. La realizzazione fu complessa per i pochi mezzi, per l'avversità dell'ambiente e per il difficile carattere di Kinski tanto che Herzog arrivò a minacciarlo di morte quando quest'ultimo, durante uno dei suoi attacchi d'ira, stava per abbandonare il set. Il regista, fra l'altro, scampò alla morte, dovendo partire il 23 gennaio 1971 da Lima per Pucallpa per filmare nella giungla peruviana, ma per le sfavorevoli condizioni meteorologiche, tutti i voli furono cancellati. Il giorno seguente per quella rotta fu organizzato un unico volo della società LANSA. Essendo sovraffollato, il regista Herzog con la troupe fu costretto a desistere. Fu per loro la salvezza: l'aereo precipitò. Vi fu una sola sopravvissuta: la futura biologa Juliane Koepcke, all'epoca diciassettenne. Tuttavia il film prodotto, Aguirre, furore di Dio (1972), nonostante lo scarso successo all'epoca, divenne con il tempo un grande classico e fra i più noti del regista. Francis Ford Coppola dichiarò più volte di essersi ispirato ad Aguirre, furore di Dio, nella realizzazione di Apocalypse Now.
Nel 1973 nacque il primo figlio di Herzog, Rudolph, che lavorò poi come assistente del padre in diversi film. Nello stesso periodo realizzò il documentario La grande estasi dell'intagliatore Steiner, incentrato su Walter Steiner, campione svizzero del salto con gli sci. Herzog teneva molto a questo film perché da piccolo coltivava la passione del salto con gli sci e sognava di diventare un campione, ma quando un suo amico si ferì gravemente in seguito a un salto egli smise di praticare questo sport. Scoprì poi un altro attore/personaggio fuori dal comune grazie a un documentario che vide alla televisione, Bruno der Schwarze (1970) di Lutz Eisholz, sulla vita di Bruno S., un artista di strada che passò l'infanzia tra orfanotrofi, istituti di correzione e carceri; Herzog lo scelse come protagonista di L'enigma di Kaspar Hauser (1974), ispirato al mistero di un uomo vissuto nel XIX secolo, la cui vita presenta elementi in comune con quella di Bruno. Il film vinse il Grand Prix Speciale della Giuria al festival di Cannes.
Verso la fine del 1974 giunse a Herzog la notizia che Lotte Eisner, anziana critica cinematografica a cui era estremamente legato, stava per morire a Parigi. Egli decise di non andare a Parigi in aereo, bensì di partire a piedi da Monaco e camminare verso Parigi seguendo un percorso il più possibile simile a una linea retta. Ha affermato: «Presi la strada più diretta per Parigi, nell'assoluta fiducia che lei sarebbe rimasta in vita se io fossi arrivato a piedi». Partì il 23 novembre e arrivò a Parigi il 14 dicembre trovando la donna fuori pericolo; durante il viaggio tenne anche un diario che venne poi pubblicato con il titolo Vom Gehen Im Eis (in Italia Sentieri sul ghiaccio).

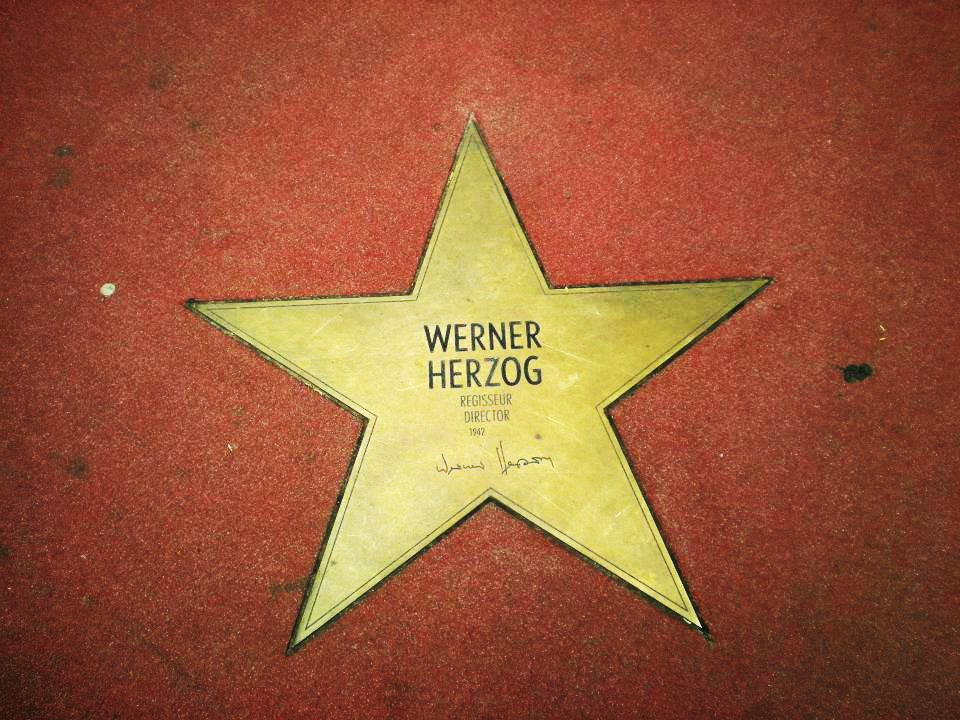
La stella dedicata a Werner Herzog sul Boulevard der Stars a Berlino

Il film successivo, Cuore di vetro (Herz aus Glas), è incentrato su un villaggio bavarese di fronte a una catastrofe imminente; Herzog ipnotizzò di persona tutti gli attori (non professionisti) del cast, facendoli recitare in stato di trance. Durante il montaggio del film, nell'agosto 1976, al regista giunse la notizia che un'isola dell'Atlantico, Guadalupa, stava per essere distrutta dall'eruzione di un vulcano e che un solo uomo si era rifiutato di lasciare la propria casa; Herzog, nonostante il pericolo, si precipitò sul luogo con l'operatore di fiducia Jörg Schmidt-Reitwein e l'operatore americano Edward Lachman ed effettuarono le riprese che diventarono il film La Soufrière, dal nome del vulcano. Il vulcano poi non eruttò e così il film diventò una "cronaca di una catastrofe inevitabile che non ha avuto luogo".
Il progetto successivo fu un adattamento del dramma teatrale Woyzeck di Georg Büchner, che doveva essere interpretato da Bruno S. ed Eva Mattes, ma pochi giorni prima dell'inizio delle riprese Herzog si convinse che Bruno non era adatto per il ruolo preferendogli Kinski ma quando lo comunicò a Bruno, questi gli rispose che aveva già preso un periodo di ferie dall'acciaieria dove lavorava e così Herzog scrisse in pochi giorni una nuova sceneggiatura per lui ed Eva, ispirandosi direttamente alla figura del suo attore. Il risultato fu La ballata di Stroszek (Stroszek, era il nome di un compagno di scuola di Herzog, già usato per il protagonista di Segni di vita); venne girato tra Berlino e gli Stati Uniti e uscì nel 1977. Lo stile crudo e realistico e l'estrema vicinanza tra attore e personaggio contribuirono a dare al film un sapore quasi da documentario, con al centro un uomo ancora una volta in rotta con la società.
Seguirono Nosferatu, il principe della notte (1978), e Woyzeck (1979), interpretati entrambi da Klaus Kinski con una settimana di pausa tra le riprese del primo e del secondo. In Woyzeck la coprotagonista è ancora Eva Mattes, con la quale Herzog aveva una relazione dalla quale nascerà, nel 1980, una figlia, Hanna Mattes. Nel 1979 incominciò la produzione di un nuovo film, Fitzcarraldo, ignaro che essa sarebbe restata nella storia per l'incredibile sequenza di incidenti e difficoltà che la protrassero per più di due anni. Il film si basava su un uomo che, per realizzare un proprio sogno, decide di trasportare una nave sopra una montagna nel bel mezzo della giungla.

### Anni ottanta
La disastrosa lavorazione di Fitzcarraldo terminò nel novembre 1981; nel frattempo il ruolo principale era passato da Jason Robards a Klaus Kinski e la troupe aveva dovuto affrontare innumerevoli difficoltà. Herzog descrisse questo periodo di lavoro in un diario, che venne pubblicato nel 2004 con il titolo La conquista dell'inutile (Eroberung des Nutzlosen). Il film venne presentato nel 1982 al Festival di Cannes, dove venne premiato per la miglior regia.
Da allora la produzione di lungometraggi da parte di Herzog subì un brusco rallentamento, forse dovuto anche alla difficoltà di trovare produttori ancora disposti a finanziarlo. Realizzò solo due lungometraggi durante gli anni ottanta: Dove sognano le formiche verdi (1984), con protagonisti gli aborigeni australiani, e Cobra Verde (1987), tratto da un romanzo di Chatwin, in cui Herzog collaborò per l'ultima volta con Klaus Kinski. Herzog disse che la lavorazione di quest'opera fu la peggiore che avesse mai vissuto, e quando il film uscì la critica lo stroncò, vedendolo come un chiaro segno del declino artistico del regista. Inoltre nel 1986 realizzò un cortometraggio/autoritratto, Werner Herzog cineasta, nel quale racconta anche che stava lavorando, insieme all'amico Reinhold Messner, al soggetto per un film con Kinski ambientato sull'Himalaya, del quale non se ne fece poi nulla.
In compenso durante gli anni ottanta si dedicò ad altre attività dirigendo documentari per la TV tedesca, tra cui La ballata del piccolo soldato (1984) e Wodaabe - I pastori del sole (1989), e diresse per la prima volta gli allestimenti di alcune opere liriche come il Doktor Faust di Ferruccio Busoni, nel 1986 al teatro comunale di Bologna, alla quale seguì Lohengrin di Wagner nel 1987 per il Festival di Bayreuth. Herzog ha poi portato avanti questa attività parallela con regolarità, ed è interessante notare che fino a qualche anno prima, al tempo della realizzazione di Fitzcarraldo, Herzog non avesse mai nemmeno assistito a un'opera lirica.

### Anni novanta

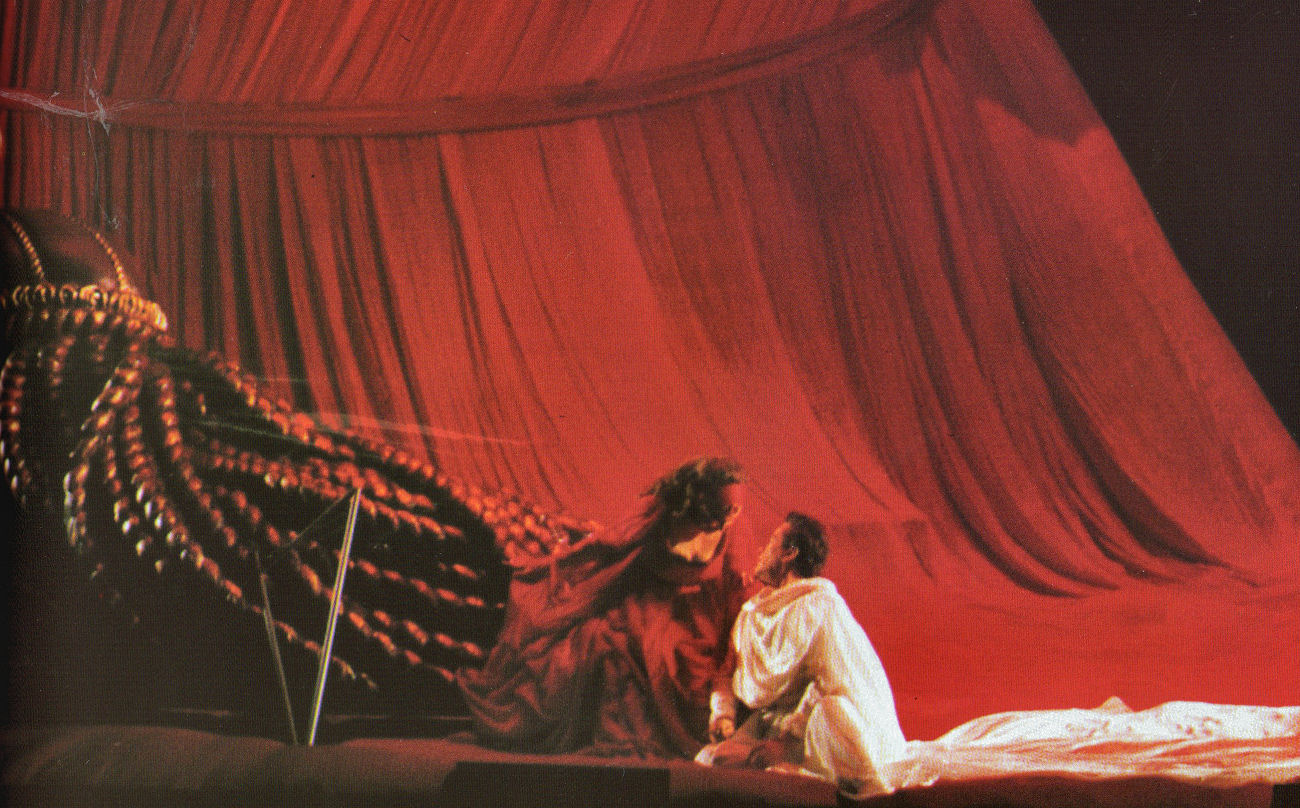
Una scena dell'opera Tannhäuser di Richard Wagner diretta da Werner Herzog nel 1997 per il Teatro de la Maestranza di Siviglia

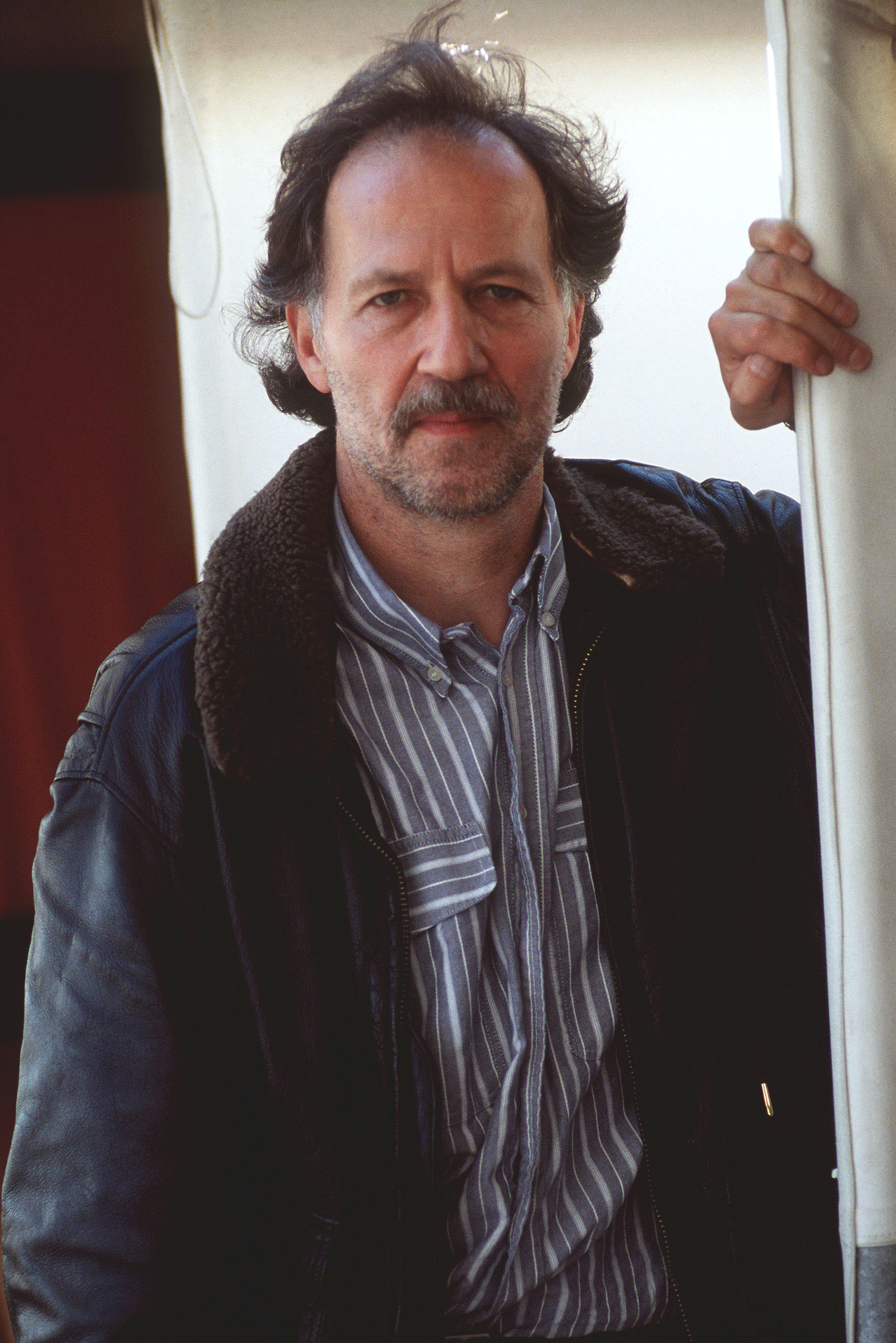
Herzog alla Mostra del cinema di Venezia del 1991

Nel 1990 dirige il documentario Echi da un regno oscuro su Jean-Bedel Bokassa, dittatore della Repubblica Centrafricana; l'anno seguente gira Grido di pietra tratto da un soggetto di Reinhold Messner sulle vicende realmente accadute a due scalatori che tentarono di raggiungere la cima del Cerro Torre in Patagonia; fu il primo film che girò senza averne scritto la sceneggiatura. Seguì poi un decennio nel quale si occupò soprattutto di documentari.
Nel 1992 partì per il Kuwait per un documentario televisivo sulla prima guerra del Golfo, Apocalisse nel deserto che verrà però stroncato dalla critica con l'accusa di avere estetizzato il dramma della guerra. Al pubblico fischiante della première Herzog risponde con la frase diventata celebre: «Vi sbagliate tutti!». Al di fuori della Germania il film trovò un'accoglienza migliore.

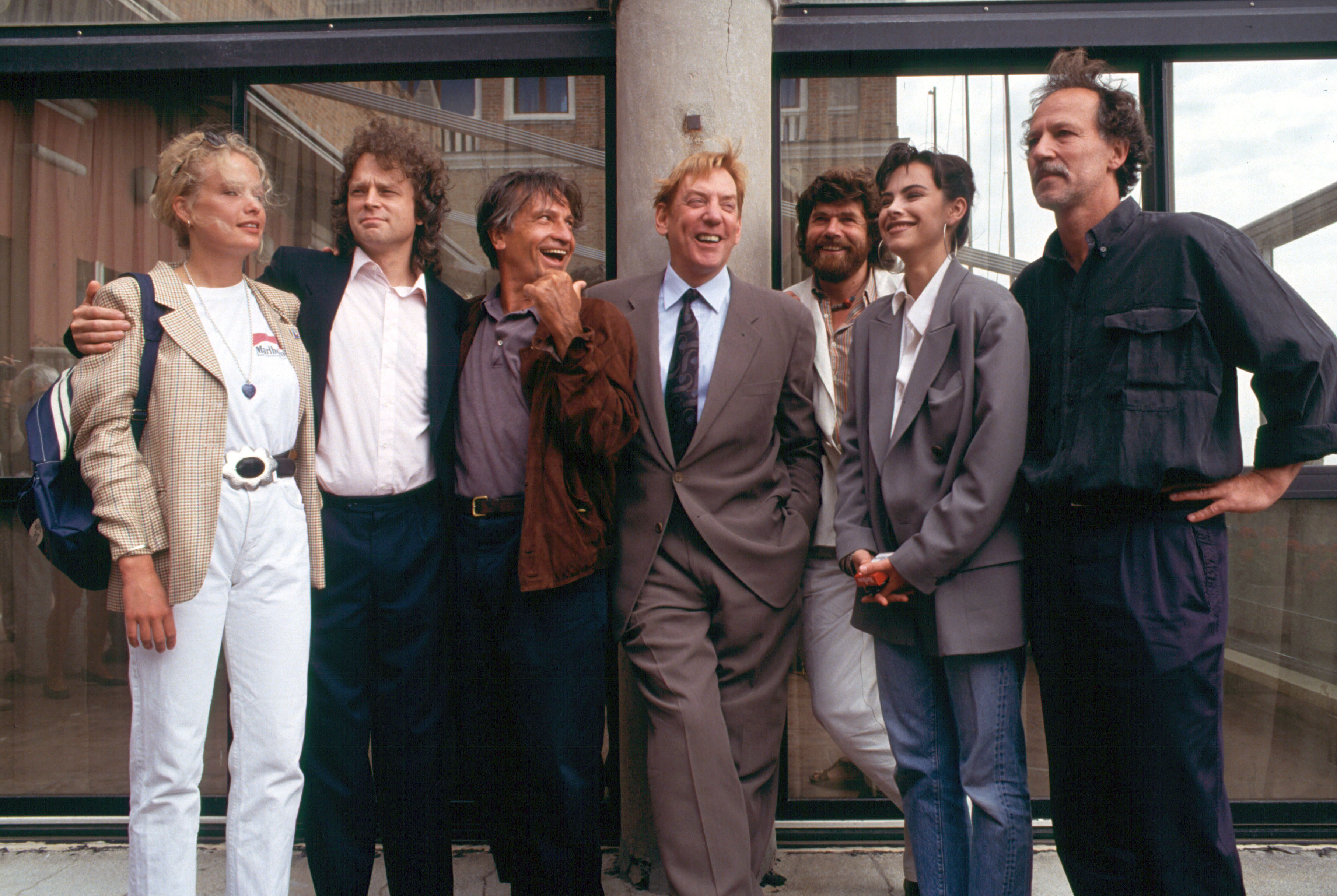
Cast del film Grido di pietra presentato a Venezia nel 1991

Seguirono nel 1993 Rintocchi dal profondo, viaggio in Siberia per indagare sulla spiritualità del popolo russo; nel 1995 Gesualdo - Morte per cinque voci, dedicato al compositore Carlo Gesualdo e, tra il 1997 e il 1999, gira per la serie televisiva tedesca Voyages to Hell, Little Dieter Needs to Fly e Julianes Sturz in den Dschungel, storie vere in cui i protagonisti per salvarsi sono costretti ad attraversare la giungla e nei quali Herzog riporta i veri protagonisti sui luoghi degli avvenimenti e li fa recitare la loro storia in prima persona.
Nel 1999, a otto anni dalla morte dell'attore Klaus Kinski, Herzog ripercorre il tormentato rapporto lavorativo e personale con l'artista nel documentario Kinski, il mio nemico più caro, intervistando le persone a lui legate e rivisitando i luoghi a loro connessi come la pensione in Elisabethstraße, in cui il regista allora dodicenne e l'attore si incontrarono per la prima volta. Dello stesso anno è il film Gott und die Beladenen.

### Anni 2000

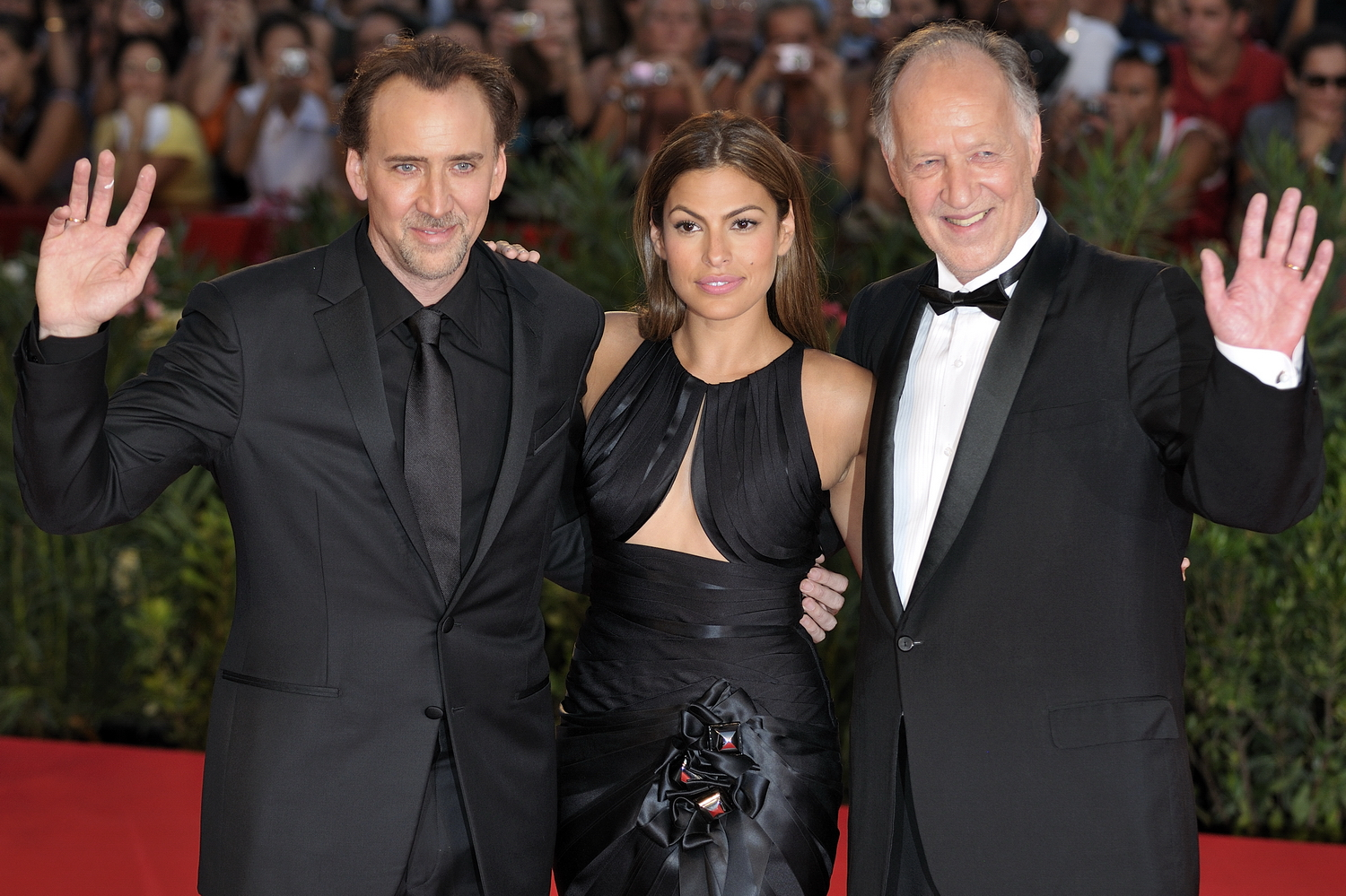
Herzog insieme a Nicolas Cage ed Eva Mendes al Festival del cinema di Venezia 2009

Il ritorno alla fiction si ebbe nel 2001 con Invincibile, ambientato nella Germania nazista e interpretato da Tim Roth. La critica lo accoglie molto tiepidamente, definendolo "televisivo". Vengono accolti meglio i documentari successivi: Kalachakra, la ruota del tempo (2003), Il diamante bianco (2004), L'ignoto spazio profondo e Grizzly Man, entrambi del 2005. Nel 2007 con un collaboratore gira in Antartide il documentario Encounters at the End of the World, un altro successo di critica dalla distribuzione pressoché nulla.
Dal 2000 Herzog vive a Los Angeles con la compagna fotografa Lena Herzog e la vicinanza al mondo hollywoodiano favorisce una serie di collaborazioni come quella nel 2004 dove interpreta sé stesso in Incident at Loch Ness, parodia del suo cinema che incontra il mondo di Hollywood. Nel 2005, a Los Angeles, durante un'intervista all'aperto con il giornalista della BBC Mark Kermode, viene colpito al basso ventre da una pallottola sparata da un anonimo cecchino. Herzog decide, malgrado le proteste del giornalista, di continuare normalmente l'intervista, limitandosi a dire "It's not a significant bullet" (frase divenuta in seguito un tormentone tra i fan del regista).
Nel 2006, invece, Christian Bale accetta il ruolo di Dieter Dengler, il che permette una produzione di alto livello per L'alba della libertà, versione fiction del documentario Little Dieter Needs to Fly. Nel 2008 invece sono Nicolas Cage ed Eva Mendes a recitare per Herzog in Il cattivo tenente - Ultima chiamata New Orleans, che crea molte polemiche; nel 2009, prima ancora che il film venga presentato, Herzog ne realizza un altro con un budget minore ma con personalità di alto livello: tra i produttori figura David Lynch, e il cast è composto da Michael Shannon, Willem Dafoe, Chloë Sevigny e Grace Zabriskie. Il film, My Son, My Son, What Have Ye Done viene presentato al festival di Venezia insieme a Il cattivo tenente. È la prima volta che un regista partecipa in concorso al festival con due film diversi. Ai due film viene dato abbastanza risalto ma non vincono nessun premio e vengono accolti in modi molto diversi dalla critica, ma senza esaltare quasi nessuno.
In concomitanza con la presentazione dei due film annuncia la nascita della sua scuola di cinema: la Rogue Film School. Il regista - che si è sempre detto contrario alle tradizionali scuole di cinema - ha strutturato la sua scuola in una serie di seminari della durata di un weekend che egli tiene personalmente in giro per il mondo a intervalli irregolari, per un massimo di 65 partecipanti selezionati ogni volta. Il 3 aprile 2008 venne annunciato che Werner Herzog avrebbe diretto il film The Piano Tuner, tratto dall'omonimo romanzo del 2002 di Daniel Mason, L'accordatore di piano ma poi non ci fu seguito.

### Anni 2010

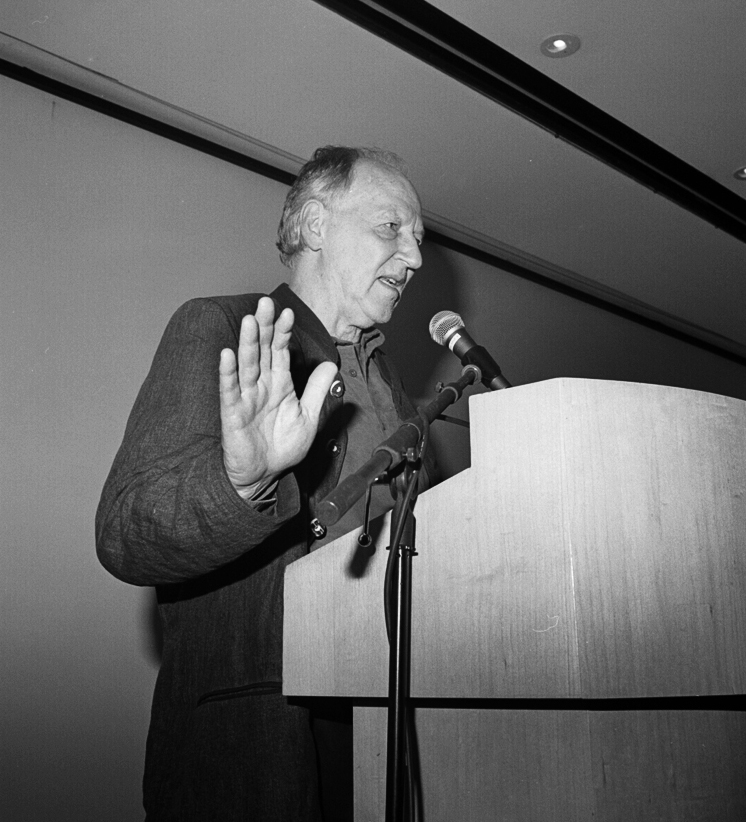
Werner Herzog nell'aprile 2012

Nel 2010 è presidente della giuria del Festival di Berlino, che vede la controversa vittoria di Roman Polański nella categoria miglior regista per il film L'uomo nell'ombra; a quei tempi Polanski si trovava agli arresti domiciliari per un'accusa di stupro risalente al 1977 e la scelta della giuria venne criticata in quanto sembrava un segnale di solidarietà. Nello stesso anno, oltre a interpretare sé stesso nella prima puntata della terza stagione della serie animata The Boondocks, realizza Cave of Forgotten Dreams, un documentario in 3D riguardo alla Grotta Chauvet, in Francia, nella quale sono stati rinvenuti antichi dipinti rupestri. A marzo 2011 compare come ospite in una puntata de I Simpson.
Afferma che quando gli è stata proposta questa collaborazione non sapeva nemmeno che si trattasse di un cartone animato ma pensava fosse solo un fumetto. A settembre dello stesso anno presenta Into the Abyss, documentario in cui racconta le storie di alcuni detenuti nel braccio della morte. Il film ha una sorta di prosecuzione a puntate per la TV, intitolata On Death Row. Nel dicembre 2011 Herzog riceve il premio alla carriera del Dubai International Film Festival, mentre nel 2013 viene premiato con il Pardo d'onore al Festival di Locarno.
Nell'ottobre del 2012 Herzog ha annunciato che dirigerà l'adattamento cinematografico del romanzo Vernon God Little di DBC Pierre, che racconta la storia di un adolescente sospettato di avere commesso un massacro nella sua scuola in Texas con sceneggiatura scritta da Andrew Birkin. Nel febbraio 2015 presenta alla Berlinale Queen of the Desert, film biografico sull'archeologa Gertrude Bell. La protagonista è interpretata da Nicole Kidman, affiancata da James Franco, Damian Lewis e Robert Pattinson.
Nel 2015 recita un breve cameo nella ottava puntata della seconda stagione di Rick And Morty, nella quale interpreta il ruolo di un alieno che descrive l'attaccamento degli esseri umani di sesso maschile al loro organo riproduttivo. Il 3 settembre 2016 presenta in anteprima mondiale al Telluride Film Festival il documentario Dentro l'inferno, sui vulcani attivi di Indonesia, Islanda ed Etiopia, realizzato con il vulcanologo e co-regista Clive Oppenheimer. Il 13 settembre 2016 è stato presentato anche al Toronto Film Festival.

## Vita privata
Herzog ha due fratelli e una sorella. Tilbert, il fratello maggiore, lavora nella finanza ed è un importante dirigente a livello internazionale; Lucki, il fratello minore, è a capo della Werner Herzog Filmproduktion; Sigrid, la sorella, è un'insegnante di recitazione.
Herzog si è sposato tre volte e ha tre figli. Nel 1967 Herzog sposò Martje Grohmann, un'omeopata, dalla quale ebbe un figlio nel 1973, Rudolph Amos Achmed Herzog, oggi anch'egli regista. Nel 1980 ebbe una figlia, Hanna Mattes, dalla relazione extraconiugale con l'attrice Eva Mattes, che aveva recitato in La ballata di Stroszek (1977) e in Woyzeck (1979). Nel 1987 divorziò dalla Grohmann e sposò Christine Maria Ebenberger, dalla quale nel 1989 nacque Simon David Alexander Herzog. Nel 1995 Herzog conobbe l'allora venticinquenne fotografa russa Lena Pisetski (oggi Lena Herzog) e si trasferì negli Stati Uniti. Si sposarono nel 1999 e oggi vivono a Los Angeles, nella zona di Laurel Canyon.

## Citazioni
In "Incontri alla fine del mondo" dice:

## Temi ricorrenti

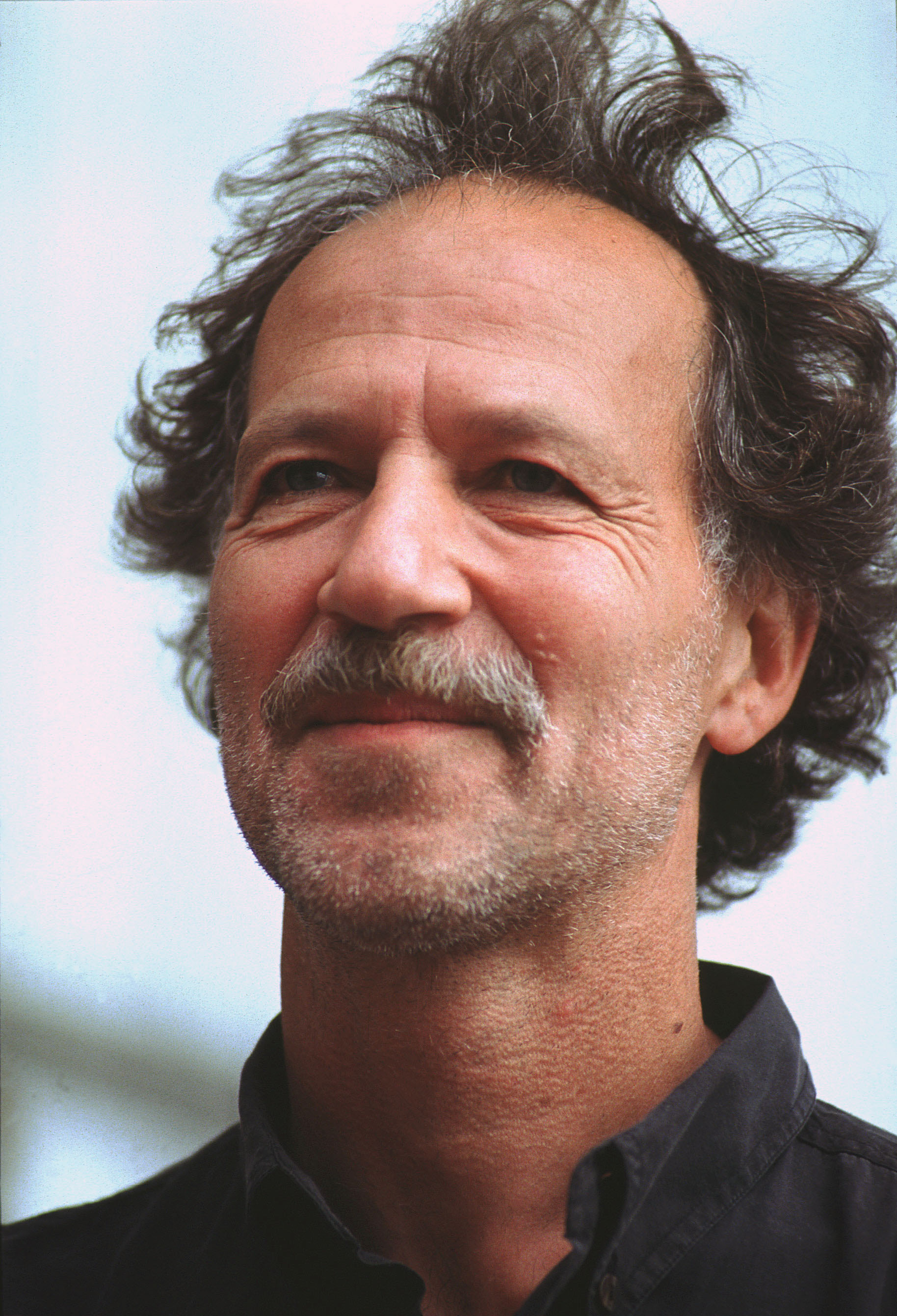
Werner Herzog nel 1991

### La "verità estatica" trafictione documentario
La divisione della filmografia di Herzog in film di fiction e documentari è tanto evidente quanto controversa. Alcuni critici giudicano inappropriata questa distinzione facendo notare: "Quando Herzog gira un film di fiction fa di tutto per riportarlo alla concretezza del vissuto (...) di modo che l'eco del mondo reale si riverberi sulle immagini e le faccia vibrare. (...) Viceversa quando gira un "documentario" è consapevole che suo ufficio non è quello di riprodurre meramente la realtà (...) ma di esprimerne il senso, la verità intima". Lo stesso Herzog, che ammette di inventare alcuni elementi dei suoi "documentari", si prende gioco dei concetti di fiction e documentario, invertendoli, quando afferma: "Fitzcarraldo è il mio migliore documentario e Little Dieter Needs to Fly il mio migliore film di fiction. Non faccio una chiara distinzione tra di essi. Sono tutti film."
Il regista giustifica questa filosofia sottolineando la differenza tra "fatto" e "verità". Afferma che limitandosi a riprodurre i fatti reali, come nei documentari tradizionali, si mostra una verità banale e superficiale (la definisce "verità da contabili"), mentre quello che a lui interessa è una verità più profonda, che definisce "verità estatica", e che si può raggiungere "solo attraverso invenzione e immaginazione e stilizzazione".
Così nei suoi documentari inserisce elementi inventati da lui stesso e presentati come parte della realtà, situazioni preparate che appaiono avvenute per caso, addirittura citazioni false (quelle iniziali di Apocalisse nel deserto e Pilgrimage). Nei film di fiction, spesso ispirati a fatti reali, cerca invece di ricreare con il massimo realismo i fatti della storia, anche a costo di complicare pesantemente le riprese (emblematica al riguardo è stata la lavorazione di Fitzcarraldo). Paradossalmente alcuni di questi film, come La ballata di Stroszek, sono girati in modo tale da sembrare documentari. La realtà che interessa a Herzog non è quindi quella dei fatti avvenuti ma quella che si crea davanti alla macchina da presa e durante il processo della produzione del film, dalla quale deve scaturire la profonda verità "estatica".
L'ambiguità tra realtà e invenzione raggiunge il massimo in Fata Morgana, Apocalisse nel deserto e L'ignoto spazio profondo, considerati da Herzog come una trilogia, in cui materiale di tipo documentaristico viene manipolato e re-interpretato fino a diventare qualcosa di diametralmente opposto: fantascienza, surrealismo, poesia. Sul conflitto tra "fatto" e "verità" nel cinema documentario Herzog ha scritto la "Dichiarazione del Minnesota", un breve manifesto tra il serio e il surreale presentato in occasione di una conferenza al Walker Art Center di Minneapolis nell'aprile del 1999. È consultabile sul sito ufficiale del regista.

### La natura estrema
(Herzog a proposito della foresta amazzonica, durante la lavorazione di Fitzcarraldo)
La natura selvaggia, ostile e primordiale è spesso protagonista dei film di Herzog. Il deserto di Fata Morgana, la giungla di Aguirre, furore di Dio e Fitzcarraldo, i ghiacci di Encounters at the End of the World, sono perfetti esempi di ciò che affascina l'autore: una natura maestosa, dotata di grande bellezza (che Herzog valorizza con molte inquadrature di paesaggi) ma anche di un'immensa potenza che può sopraffare l'uomo e che sfugge a ogni senso o regola. Un film emblematico al riguardo è La Soufrière, documentario su un'isola che sta per essere distrutta dall'eruzione di un vulcano, il quale poi, contro ogni previsione, non erutta. Herzog esplica chiaramente il suo punto di vista nel documentario Grizzly Man quando afferma "Io credo che il denominatore comune dell'universo non sia l'armonia, ma caos, conflitto e morte". Il regista ha comunque affermato che ciò che gli interessa quando riprende la natura è il riflesso dell'animo umano presente in essa: "Per me un autentico paesaggio non è solo la rappresentazione di un deserto o di una foresta. Mostra uno stato interiore della mente, letteralmente paesaggi interiori, ed è l'animo umano a essere presente nei paesaggi dei miei film."

### I personaggi "fuori dal mondo"

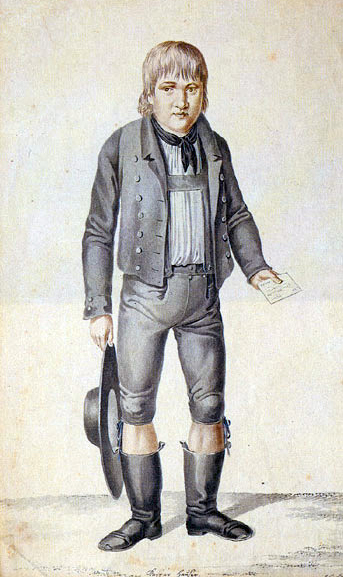
Kaspar Hauser è uno dei tipici personaggi "diversi" raccontati dai film di Herzog

Quasi sempre i protagonisti delle storie di Herzog sono persone che, per un motivo o per l'altro, stanno al di fuori degli schemi e dei modelli di vita comunemente accettati dalla società. Molti di questi personaggi sono dei sognatori, lanciati in imprese al limite della follia. Ottimi esempi sono i personaggi interpretati da Klaus Kinski, in particolare Fitzcarraldo, che per fare avverare il suo sogno è disposto a trasportare una nave sopra una montagna. Fitzcarraldo, però, è anche un caso a parte poiché la sua storia ha - seppure in parte - un finale positivo, mentre di solito i sognatori folli di Herzog (da Aguirre a Timothy Treadwell, passando per Bruno Stroszek) finiscono sconfitti dagli eventi.
Un'altra tipologia di personaggi amati da Herzog sono quelli che, per motivi a loro indipendenti, si trovano a rapportarsi con il mondo in modo diverso dal comune, e "vedono" tutto con occhi diversi, come chi arriva da un altro pianeta. In Paese del silenzio e dell'oscurità (uno dei primi film di Herzog) si indaga la vita dei sordociechi e il loro modo di rapportarsi con la realtà esterna, il loro modo di "vedere" il mondo, per forza di cose molto diverso dal comune; a proposito di questo film il regista ha detto: "Chi non l'ha visto non dovrebbe parlare del mio cinema".
Un altro ottimo esempio è il protagonista di L'enigma di Kaspar Hauser, che scopre il mondo e la società in età già adulta, e che per questo analizza e giudica tutte le cose in modo più "puro" e spontaneo, libero da schemi mentali e condizionamenti. In Fata Morgana, invece, la nostra terra sembra vista dagli occhi di alieni arrivati da un altro mondo, idea che verrà riutilizzata in Apocalisse nel deserto e L'ignoto spazio profondo, nel quale la presenza extraterrestre è finalmente esplicita, impersonata dal narratore alieno Brad Dourif. Anche il vampiro di Nosferatu, il principe della notte (1978) e i nani di Anche i nani hanno cominciato da piccoli fanno parte di questo insieme di personaggi. Herzog "sfrutta" questi personaggi per avere un punto di vista nuovo e originale su tutte le cose, per rompere gli schemi e trovare "immagini nuove".

## Collaboratori

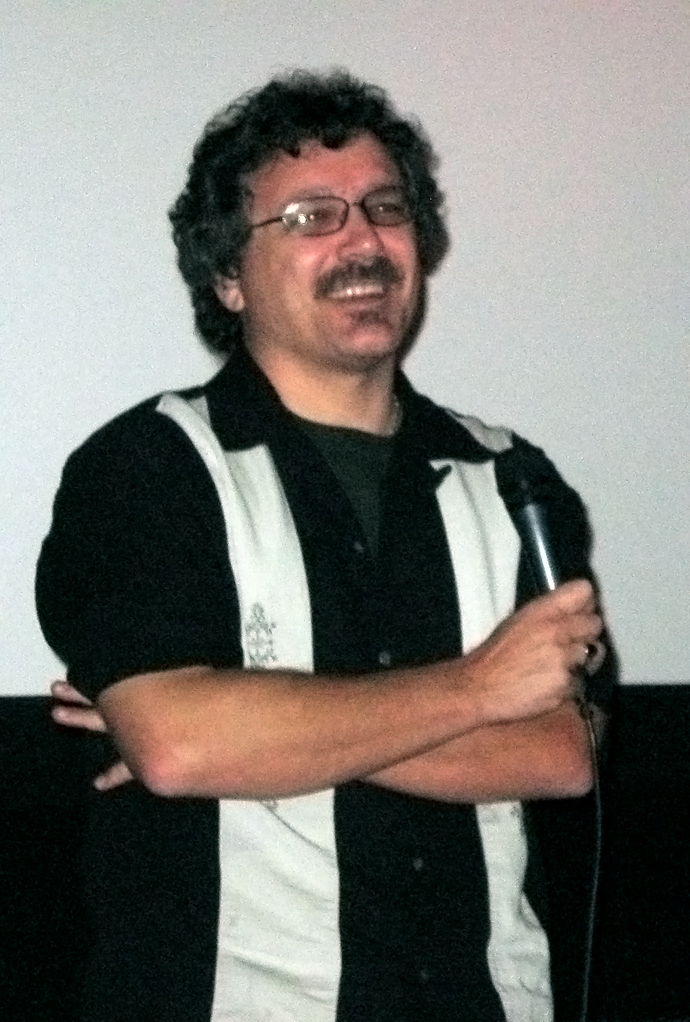
Joe Bini, montatore dei film di Herzog dal 1997 a oggi

### Operatori / direttori della fotografia
Dopo i primi tre cortometraggi, ripresi da un certo Jaime Pacheco, Herzog ha diretto il suo primo lungometraggio Segni di vita con l'operatore e direttore della fotografia (nei film di Herzog questi due ruoli corrispondono) Thomas Mauch. Da allora, per tutti gli anni settanta, Mauch si è alternato in questo ruolo con Jörg Schmidt-Reitwein; i due hanno firmato così le riprese di tutti i film di Herzog degli anni settanta, nessuno escluso. A proposito di Mauch, Herzog ha detto: «È un genio, sa farti sentire al centro della scena».
L'ultimo film realizzato con Mauch è stato Fitzcarraldo nel 1982, mentre Schmidt-Reitwein ha continuato a lavorare con Herzog, alternandosi a collaboratori occasionali, fino alla metà degli anni novanta, con il documentario La trasformazione del mondo in musica (1994) per poi tornare dietro la macchina da presa per il cortometraggio Pilgrimage nel 2001. Jörg Schmidt-Reitwein ha così lavorato in 18 film di Herzog, Thomas Mauch in 10. Dal 1995 Herzog ha trovato un nuovo operatore di fiducia, Peter Zeitlinger, di origini ceche. Con lui ha già lavorato in più di dieci film, e insieme si sono recati diverse volte nella giungla e addirittura in Antartide per il film Encounters at the End of the World.

### Montatori
Herzog ha curato di persona il montaggio dei suoi primi tre cortometraggi per poi affidarsi fedelmente, a partire dall'esordio Segni di vita, al lavoro di Beate Mainka-Jellinghaus. Ella ha firmato il montaggio di tutti i film di Herzog fino a Fitzcarraldo (1982), per poi concludere la collaborazione con Dove sognano le formiche verdi (1984). Herzog ha affermato «Ho imparato tantissimo da Beate nel corso degli anni e senza il suo contributo sarei l'ombra di me stesso». Nonostante abbia lavorato con Herzog per ben ventidue film pare che essi non le piacessero per niente; «Beate si è sempre lamentata della bruttezza dei miei lavori. Pensava che fossero così terribili e imbarazzanti che non ha mai partecipato alla prima di un mio film, con l'eccezione di Anche i nani hanno cominciato da piccoli, che le piaceva».
Gli altri film degli anni ottanta sono stati montati da Maximiliane Mainka, mentre nella prima metà degli anni novanta Herzog si è avvalso della collaborazione di Rainer Standke, a parte un paio di casi. A partire da Little Dieter Needs to Fly (1997) Herzog ha trovato un nuovo collaboratore fedele anche in sala di montaggio, ovvero Joe Bini, americano di origini italiane, che ha poi firmato il montaggio di tutti i suoi film fino a oggi.

## Filmografia

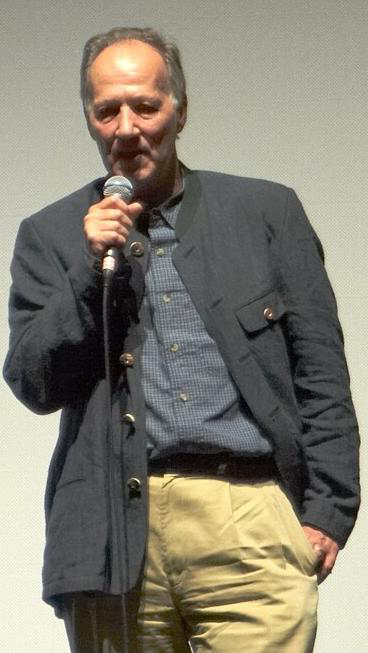
Werner Herzog all'anteprima de L'alba della libertà al Toronto International Film Festival

### Regista e sceneggiatore

#### Lungometraggi
- Segni di vita (Lebenszeichen) (1968)
- Anche i nani hanno cominciato da piccoli (Auch Zwerge haben klein angefangen) (1970)
- Aguirre, furore di Dio (Aguirre, der Zorn Gottes) (1972)
- L'enigma di Kaspar Hauser (Jeder für sich und Gott gegen alle) (1974)
- Cuore di vetro (Herz aus Glas) (1976)
- La ballata di Stroszek (Stroszek) (1977)
- Nosferatu, il principe della notte (Nosferatu: Phantom der Nacht) (1979)
- Woyzeck (1979)
- Fitzcarraldo (1982)
- Dove sognano le formiche verdi (Wo die grünen Ameisen träumen) (1984)
- Cobra Verde (1987)
- Grido di pietra (Cerro Torre: Schrei aus Stein) (1991) - solo regista
- Invincibile (Invincible) (2001)
- L'ignoto spazio profondo (The Wild Blue Yonder) (2005)
- L'alba della libertà (Rescue Dawn) (2006)
- Il cattivo tenente - Ultima chiamata New Orleans (Bad Lieutenant: Port of Call New Orleans) (2009) - solo regista
- My Son, My Son, What Have Ye Done (2009)
- Queen of the Desert (2015)
- Salt and Fire (2016)
- Family Romance, LLC (2019)

#### Documentari
- Paese del silenzio e dell'oscurità (Land des Schweigens und der Dunkelheit) (1971)
- Fata Morgana (1971)
- Echi da un regno oscuro (Echos aus einem düstern Reich) (1990)
- Apocalisse nel deserto (Lektionen in Finsternis) (1992)
- Rintocchi dal profondo (Glocken aus der Tiefe) (1993)
- Little Dieter Needs to Fly (1997)
- Kinski, il mio nemico più caro (Mein liebster Feind - Klaus Kinski) (1999)
- Kalachakra, la ruota del tempo (Wheel of Time) (2003)
- Il diamante bianco (The White Diamond) (2004)
- Grizzly Man (2005)
- Encounters at the End of the World (2007)
- Happy People: A Year in the Taiga (2010), co-regia con Dmitry Vasyukov
- Cave of Forgotten Dreams (2010)
- Into the Abyss (2011)
- Lo and Behold - Internet: il futuro è oggi (Lo and Behold, Reveries of the Connected World) (2016)
- Dentro l'inferno (Into the Inferno) (2016)
- Herzog incontra Gorbaciov (Meeting Gorbachev) (2018), co-regia con André Singer
- Nomad - In cammino con Bruce Chatwin (Nomad: In the Footsteps of Bruce Chatwin)[34] (2019)
- Fireball - Messaggeri dalle stelle (Fireball: Visitors from Darker Worlds) (2020)
- The Fire Within: Requiem for Katia and Maurice Krafft (2022)
- Theatre of Thought (2022)

#### Mediometraggi
- La grande estasi dell'intagliatore Steiner (Die Große Ekstase des Bildschnitzers Steiner) (1974) documentario
- How Much Wood Would a Woodchuck Chuck (1976) documentario
- La Soufrière (1977) documentario
- From One Second to the Next (2013) documentario

#### Cortometraggi
- Ercole (Herakles) (1962)
- Gioco sulla sabbia (Spiel im Sand) (1964)
- La difesa esemplare della fortezza di Deutschkreutz (Die Beispiellose Verteidigung der Festung Deutschkreuz) (1966)
- Ultime parole (Letzte worte) (1967)
- Provvedimenti contro i fanatici (Maßnahmen gegen Fanatiker) (1969)
- Nessuno vuole giocare con me (Mit mir will niemand spielen) (1976)
- Werner Herzog cineasta (Werner Herzog Filmemacher) (1986) documentario
- Pilgrimage (2001) documentario
- Ten Thousand Years Older (2002) episodio del film Ten Minutes Older: The Trumpet, documentario
- O soave fanciulla (2009), parte del progetto Opera Shorts composto da tre cortometraggi di registi diversi[35]

#### Documentari per la TV
- I medici volanti dell'Africa orientale (Die Fliegenden Ärzte von Ostafrika) (1969)
- Futuro impedito (Behinderte Zukunft) (1971)
- La predica di Huie (Huies Predigt) (1980)
- Fede e denaro (Glaube und Währung/God's Angry Man) (1980)
- Werner Herzog filme Lotte Eisner (1982) Cinéma Cinémas (serie documentaria)
- Gasherbrum - Der leuchtende Berg (1984)
- La ballata del piccolo soldato (Ballade vom kleinen Soldaten) (1984)
- Les Gauloises (1988) episodio della miniserie Les Français vus par
- Wodaabe - I pastori del sole (Wodaabe - Die Hirten der Sonne) (1989)
- Jag Mandir: Das excentrische Privattheater des Maharadscha von Udaipur (1991)
- Lezione di cinema (Filmstunde 1-8) (1991)
- Die Verwandlung der Welt in Musik (1994)
- Gesualdo - Morte per cinque voci (Tod für fünf Stimmen) (1995)
- Flucht aus Laos (1998) versione accorciata di Little Dieter Needs to Fly
- Julianes Sturz in den Dschungel (Wings of hope, 49 min) (1998)
- Demoni e cristiani nel nuovo mondo (Christ and Demons in New Spain) (2000) episodio della serie 2000 Jahre Christentum
- On Death Row (2012)

### Attore
Oltre a comparire in molti dei suoi documentari Herzog è apparso in diversi film di altri registi:
- Geschichten vom Kübelkind (1971) regia di Edgar Reitz e Ula Stöckl
- Anderthalb tage fussweg (1973/1974) regia di György Polnauer
- Garlic Is As Good As Ten Mothers (1980) regia di Les Blank
- Chambre 666 (1982) regia di Wim Wenders
- L'uomo dei fiori (Man of Flowers) (1983) regia di Paul Cox
- Tokyo-Ga (1985) regia di Wim Wenders
- Gekauftes Glück (1989) regia di Urs Odermatt
- È difficile essere un dio (Es ist nicht leicht ein Gott zu sein) (1989) regia di Peter Fleischmann
- Brennendes Herz (1995) regia di Peter Patzak
- Al di là dei sogni (What Dreams May Come) (1998) regia di Vincent Ward
- Julien Donkey Boy (1999) regia di Harmony Korine
- La palla è bastarda (Der Ball ist ein Sauhund) (1999) regia di Rudolph Herzog e Christian Weisenborn
- Incident at Loch Ness (2004) regia di Zak Penn, sceneggiatura di Werner Herzog e Zak Penn
- Mister Lonely (2007) regia di Harmony Korine
- The Grand (2007) regia di Zak Penn
- Plastic Bag (2009) regia di Ramin Bahrani
- Jack Reacher - La prova decisiva (Jack Reacher), regia di Christopher McQuarrie (2012)
- Die Andere Heimat - Chronik einer Sehnsucht (2013) regia di Edgar Reitz
- The Mandalorian (2019)
- Dear Werner (Walking on Cinema), regia di Pablo Maqueda (2020) - voce fuori campo
- Wonder Man – miniserie TV (2025)

### Doppiatore
- Orion e il Buio (Orion and the Dark), regia di Sean Charmatz (2024)

### Film su Werner Herzog
- Io sono i miei film (Was ich bin, sind meine Filme) (1979) regia di Christian Weisenborn e Erwin Keusch
- Werner Herzog Eats His Shoe (1980) regia di Les Blank, sceneggiatura di Werner Herzog
- Burden of Dreams (1982) regia di Les Blank, documentario sulla realizzazione di Fitzcarraldo
- Herzog in Afrika o Location Africa (1987) regia di Steff Gruber, documentario sulla realizzazione di Cobra Verde
- Il mondo contemplativo di Werner Herzog (Werner Herzog essay) (Bis ans Ende... und dann noch weiter. Die ekstatische Welt des Filmemachers Werner Herzog) (1989), regia di Peter Buchka
- Incident at Loch Ness (2004) regia di Zak Penn, sceneggiatura di Werner Herzog e Zak Penn
- Walking to Werner (2006) regia di Linas Phillips
- Reconquest of the Useless (2015) regia di Sammy Jack Pressman
- Dear Werner (Walking on Cinema), regia di Pablo Maqueda (2020)
- Werner Herzog. Radical Dreamer, regia di Thomas von Steinaecker (2022)

## Regie teatrali
- Doktor Faust di Ferruccio Busoni (1986) Teatro Comunale di Bologna
- Lohengrin di Richard Wagner (1987) Festival di Bayreuth, Germania
- Giovanna d'Arco di Giuseppe Verdi (1989) Teatro Comunale di Bologna; (2001) Teatro Carlo Felice, Genova
- Il flauto magico di Wolfgang Amadeus Mozart (1991, 1999) Teatro Massimo Bellini, Catania; (2001) Baltimore Opera Company, Baltimora, USA.
- La donna del lago di Gioachino Rossini (1992) Teatro alla Scala, Milano
- L'olandese volante di Richard Wagner (1993) Opéra Bastille, Parigi, Francia; (2002) Domstufen-Festspiele, Erfurt, Germania
- Il Guarany di Antônio Carlos Gomes (1994) Opera Bonn, Germania; (1996) The Washington Opera, Washington, USA
- Norma di Vincenzo Bellini (1994) Arena di Verona
- Chūshingura di Shigeaki Saegusa (1997) Tokyo Opera, Tokyo, Giappone
- Tannhäuser di Richard Wagner (1997) Teatro de la Maestranza, Siviglia, Spagna; (1998) Teatro San Carlo, Napoli; (1998) Teatro Massimo, Palermo; (2000) Baltimore Opera Company, Baltimora, USA; (2001) Teatro Municipal, Rio de Janeiro, Brasile; (2001) Houston Grand Opera, Houston, USA
- Fidelio di Ludwig van Beethoven (1999) Teatro alla Scala, Milano
- Parsifal di Richard Wagner (2008) Palau de les Arts, Valencia, Spagna
- I due Foscari di Giuseppe Verdi (2013) Teatro dell’Opera di Roma

## Libri
- Sentieri nel ghiaccio (Vom Gehen im Eis), Ugo Guanda Editore, Milano 1978 - ISBN 88-7746-709-6.
- L'enigma di Kaspar Hauser, prefazione di Alberto Barbera, a cura di Sandro Petraglia, Feltrinelli, 1979.
- La ballata di Stroszek - Nosferatu, il principe della notte. Due racconti cinematografici, con un'intervista e dieci poesie di Herzog, Ubulibri, Milano 1982.
- Fitzcarraldo, Ugo Guanda Editore, Milano 1982 - ISBN 88-7746-961-7.
- Cobra Verde - Dove sognano le formiche verdi. Racconti cinematografici, introduzione di Claudio Groff, Mondadori, Milano 1990.
- La conquista dell'inutile (Eroberung des Nutzlosen), Mondadori, Milano 2007 - ISBN 88-04-56752-X.
- Il crepuscolo del mondo (Das Dämmern der Welt), Feltrinelli, Milano 2021.
- Ognuno per sé e Dio contro tutti (Jeder für sich und Gott gegen alle), Feltrinelli, Milano 2023.

## Riconoscimenti
- Festival di Cannes
  - 1975: Grand Prix Speciale della Giuria per L'enigma di Kaspar Hauser
  - 1982: Premio per la miglior regia per Fitzcarraldo

- Mostra d'arte cinematografica di Venezia
  - 2025: Leone d'oro alla carriera

## Doppiatori italiani
Nelle versioni in italiano delle opere in cui ha recitato, Werner Herzog è stato doppiato da:
- Toni Garrani in Jack Reacher - La prova decisiva
- Gianni Giuliano in The Mandalorian
- Massimo Lodolo in Dentro l'inferno

### Libri su Werner Herzog in italiano
- Fabrizio Grosoli e Elfi Reiter, Werner Herzog, Il Castoro Cinema n. 85, Editrice Il Castoro, 2000 (3ª edizione aggiornata) - ISBN 88-8033-008-X.
- Luisa Ceretto e Alberto Morsiani (a cura di), Al limite estremo. I documentari di Werner Herzog, Edizioni di Cineforum, Modena 2006 - ISBN 88-89653-07-8.
- AA.VV. Book Werner Herzog, in Cineforum n.462 del marzo 2007.
- Grazia Paganelli, Segni di vita. Werner Herzog e il cinema, Editrice il Castoro, 2008 - ISBN 88-8033-440-9.
- Paul Cronin (a cura di), Incontri alla fine del mondo - Conversazioni tra cinema e vita, (traduzione di Francesco Cattaneo), Minimum Fax Cinema 2009 - ISBN 978-88-7521-228-5.
- Simonetta Salvestroni, Il cinema di Werner Herzog e la Germania, Archetipo Libri, 2013.
- Daniele Dottorini, Werner Herzog. L'anacronismo delle immagini, Pellegrini Editore, Cosenza, 2022 - ISBN 979-12-205-0138-5.

### Libri su Werner Herzog in altre lingue
- (FR) Emmanuel Carrère, Werner Herzog, Edilig, 1982 - ISBN 2-85601-017-2.
- (FR) Gabrea Radu, Werner Herzog et la Mystique Rhenane, L'age d'homme, 1986 - ISBN 978-2-8251-3350-7.
- (EN) Timothy Corrigan (a cura di), The Films of Werner Herzog: Between Mirage and History, Methuen Publishing 1986, Routledge 2013 - ISBN 978-0-415-72678-8.
- (EN) Werner Herzog, Roger Ebert, Gene Walsh, Suzi Doll, Images at the Horizon: A Workshop with Werner Herzog, Facets Multimedia, 2002 - ISBN 978-0-89733-510-2.
- (EN) Paul Cronin (a cura di), Herzog on Herzog, Faber & Faber, 2003 - ISBN 0-571-20708-1.
- (EN) AA.VV., Werner Herzog, Jovis, 2003 - ISBN 3-936314-31-4.
- (EN) Brad Prager, The Cinema of Werner Herzog: Aesthetic Ecstasy and Truth, Wallflower Press, 2007 - ISBN 1-905674-17-1.
- (FR) Werner Herzog, Manuel de survie: Entretien avec Hervé Aubron et Emmanuel Burdeau, Capricci, 2013 - ISBN 978-2-918040-04-0.
- (EN) Brad Prager (a cura di), A Companion to Werner Herzog, Wiley John + Sons, 2012 - ISBN 1-4051-9440-5.
- (DE) Moritz Holfelder, Werner Herzog: Die Biografie, LangenMüller, 2012 - ISBN 978-3-7844-3303-5.
- (EN) Alan Greenberg, Every Night the Trees Disappear: Werner Herzog and the Making of Heart of Glass, Chicago Review Press, 2012 - ISBN 978-1-56976-607-1.
- (EN) Eric Ames, Ferocious Reality: Documentary According to Werner Herzog, University of Minnesota Press, 2012 - ISBN 978-0-8166-7764-1.
- (EN) Eric Ames (a cura di), Werner Herzog: Interviews, University Press of Mississippi, 2014 - ISBN 978-1-61703-968-3
- (EN) Paul Cronin, Werner Herzog: A Guide for the Perplexed; Conversations With Paul Cronin, Faber & Faber, 2014 - ISBN 978-0-571-25977-9
- (DE) Linus Wörffel: Mythomane Werner Herzog. Werk - Wirkung - Wechselspiele. transcript Verlag, Bielefeld 2024, ISBN 978-3-8376-7250-3.